# Аеродром Тунис
Међународни аеродром Тунис-Картагина (: , : ) (арап. مطار تونس قرطاج الدولي, фр. Aéroport international de Tunis-Carthage) је аеродром која опслужује Тунис, главни град истоимене државе. Аеродром је удаљен је 8 km североисточно од средишта града.
Аеродром Тунис-Картагина је најважнији и најпрометнији у држави. 2018. године кроз аеродром је прошло преко 5 милиона путника.
На аеродрому су смештене базе три авио-превозника: „Тунисер”, „Тунисер Експрес” и „Нувелер”.
Аеродром је пуштен у саобраћај 1940. године. Данас аеродром има капацитет од 5 милиона путника годишње.

## Авио-компаније и дестинације
Следеће авио-компаније користе Аеродром Тунис (од јануар 2008):
- Алиталија (Милано-Малпенса, Рим-Леонардо да Винчи)
- Бритиш ервејз (Лондон-Гетвик) [почиње од 30. марта 2008.]
  - летове обавља ГБ ервејз (Лондон-Гетвик) [заустави од 29. марта 2008.]
- ЕгипатЕр (Каиро)
- Емирати (Дубаи, Триполи)
- Ер Алжир (Алжир)
- Ер Јуропа (Барселона, Мадрид)
- Ер Малта (Малта)
- Ер Франс (Лион, Марсељ, Ница, Париз-Орли, Париз-Шарл де Гол)
- Јат ервејз (Београд-Никола Тесла)
- Катар ервејз (Доха)
- Корсерфлај (Парис-Орли)
- Либијан ерлајнс (Бенгази, Триполи)
- Луфтханза (Франкфурт)
- Нувелер (Монастир)
- Ројал ер Марок (Казабланка)
- Ројал Јордејнијан (Аман)
- Сауди Арабијан ерлајнс (Једах)
- Севенер (Малта, Палермо)
- Сиријан Араб ерлајнс (Дамаск)
- ТУИфлај (Келн/Бон)
- Тунисер (Абиџан, Алжир, Аман, Амстердам, Атина, Бахреин, Бамако, Барселона, Бејрут, Бенгази, Београд-Никола Тесла, Берлин-Шенефелд, Беч, Бордо, Брисел, Варшава, Дакар, Дамаск, Диселдорф, Дубаи, Женева, Истанбул-Ататурк, Једах, Казабланка, Каиро, Копенхаген, Кувајт, Лион, Лисабон, Лондон-Хитроу, Луксембург, Мадрид, Марсељ, Милано-Малпенса, Минхен, Ница, Нуакшот, Палермо, Париз-Орли, Рим-Леонардо да Винчи, Стокхолм-Арланда, Стразбур, Тулуз, Триполи, Франкфурт, Хамбург, Цирих)
- Теркиш ерлајнс (Истанбул-Ататурк)